# Kirishima
Kirishima (japanisch 霧島市, Kirishima-shi) ist die zweitgrößte Stadt in der Präfektur Kagoshima in Japan. Sie entstand am 7. Januar 2007 durch Zusammenführung der Stadt Kokubu (国分市) mit den sechs Gemeinden Mizobe, Yokogawa, Makizono, Kirishima, Hayato und Fukuyama.

## Geographie
Kirishima liegt nordöstlich von Kagoshima und westlich von Miyakonojō am Nordende der Kagoshima-Bucht.

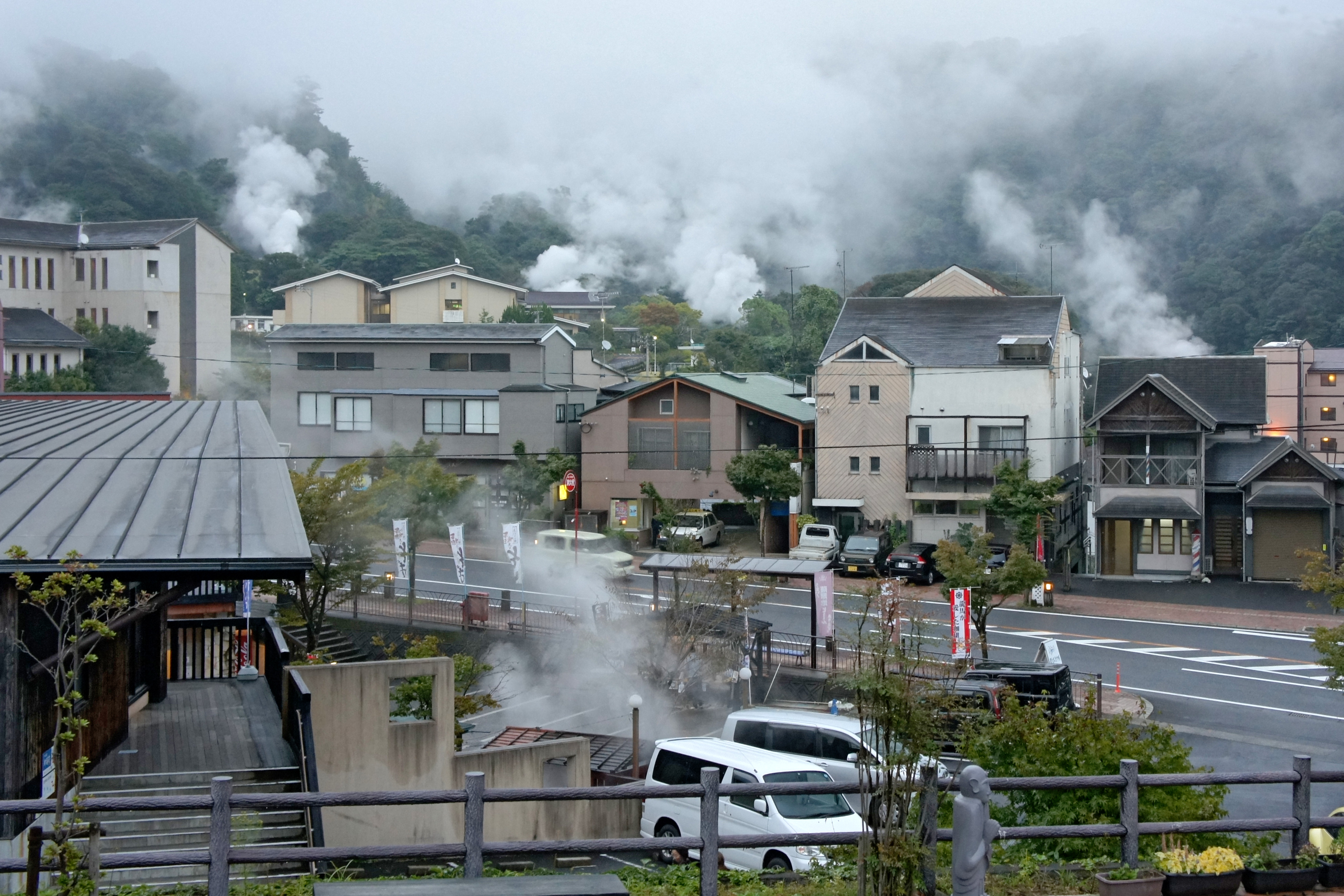
Kirishima: Maruo Onsen

## Geologie
Der nördliche Teil ist stark vulkanisch geprägt und berühmt für seine zahlreichen Onsen (heißen Quellen), die jeweils zusammengefasst, als „Kirishima Onsen-kyō“ (u. a. mit Maruo-Onsen), „Kirishima-jingū-kyō“, „Myōken-Anraku-kyō“ firmieren.

## Übersicht
Der Name des Stadtteils Kokubu leitet sich vom landesweitim 8. Jahrhundert errichteten Tempel Kokubun-ji her. Der Ort lebt vor allem von seiner Tabak-Produktion. Es gibt eine Basis der Selbstverteidigungsstreitkräfte.

## Verkehr
Nordwestlich von ihr liegt der Flughafen Kagoshima.
- Straßen:
  - Kyūshū-Autobahn
  - Nationalstraße 10: nach Kagoshima oder Kitakyūshū
- Eisenbahn:
  - JR Nippō-Hauptlinie: nach Kokura oder Kagoshima

## Söhne und Töchter der Stadt
- Junki Goryō (* 1989), Fußballspieler
- Miyuki Maeda (* 1985), Badmintonspielerin
- Yūji Rokutan (* 1987), Fußballspieler
- Risa Shinnabe (* 1990), Volleyballspielerin und Olympionikin
- Takuma Sonoda (* 1993), Fußballspieler
- Kento Tachibanada (* 1998), Fußballspieler
- Terao Tsunefumi (1963–2023), Sumōringer

## Weblinks

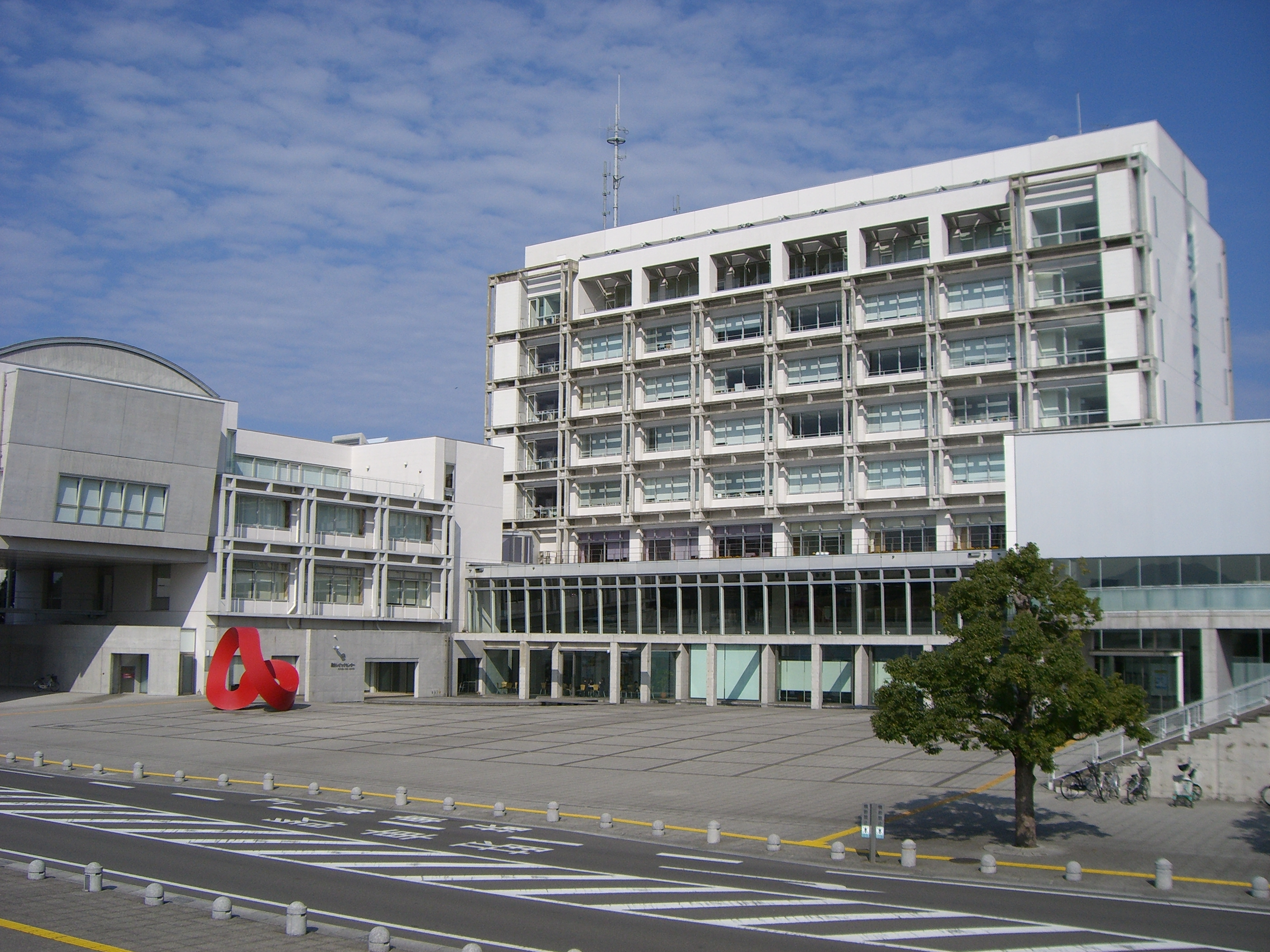
Rathaus von Kirishima

## Angrenzende Städte und Gemeinden
- Präfektur Kagoshima
  - Satsumasendai
  - Kanoya
  - Soo
  - Tarumizu
  - Aira
  - Yūsui
  - Satsuma
- Präfektur Miyazaki
  - Miyakonojo
  - Ebino
  - Kobayashi
  - Takaharu